# Migas plomleyi
Espèce
Migas plomleyi est une espèce d'araignées mygalomorphes de la famille des Migidae.

## Distribution
Cette espèce est endémique de Tasmanie en Australie.

## Publication originale
- Raven & Churchill, 1989 : A new species of Migas (Araneae, Migidae), with notes on Heteromigas in Tasmania. Bulletin of The British Arachnological Society, vol. 8, no 1, p. 5-8.